# AIK Ishockey
AIK IF er en ishockeyklub fra Solna kommun, Sverige. Moderklubben AIK blev stiftet i 1891 mens ishockey kom på programmet i 1921.

## Svenske mesterskaber
- 1934
- 1935
- 1938
- 1946
- 1947
- 1982
- 1984